# Hideyoshi Obata
Hideyoshi Obata (Japans: 小畑英良, Obata Hideyoshi) (Osaka, 2 april 1890 - Guam, 11 augustus 1944) was een generaal van het Japanse Keizerlijke Leger die tijdens de Tweede Wereldoorlog actief was op de eilandengroepen ten zuidoosten van Japan. Hij was lid van de Kodo-factie (皇道派, Kōdōha), een rechts-nationalistische politieke groepering.

## Militaire carrière
In 1911 studeerde Obata af in de 23e klas aan de Academie van het Japanse Keizerlijke Leger (陸軍士官学校, Rikugun Shikan Gakkō) en werd aangesteld als tweede luitenant in de cavalerie. Acht jaar later studeerde hij af in de 31e klas aan Keizerlijke Militaire Academie (陸軍大学校, Rikugun Daigakkō) en werd bevorderd tot kapitein in de cavalerie. In 1921 werd hij in de Keizerlijke Militaire Academie aangesteld als instructeur. Van 1923 tot 1927 was hij militair attaché in het Verenigd Koninkrijk en van 1927 tot 1934 in Brits-Indië. In augustus 1934 werd hij bevordert tot luitenant-kolonel in de cavalerie en naar Japan teruggeroepen om vergaderingen van de Generale Staf van het Japanse Keizerlijke Leger bij te wonen. In datzelfde jaar werd hij bevordert tot kolonel. In 1935 voerde hij het bevel over het 14e regiment van de cavalerie. Twee jaar later werd hij overgeplaatst van de cavalerie naar de luchtcomponent. Op 1 maart 1938 wordt hij bevordert tot majoor-generaal. Op 15 juni 1938 werd hij commandant van de Akeno Luchtmachtschool.

## Rol in WOII
Op 2 december 1940 werd hij gepromoveerd tot luitenant-generaal en tevens bevelhebber van de 5e Luchtdivisie. Zo raakte Obata betrokken bij het treffen van de Japanse en de Amerikaanse strijdmachten in de Stille Oceaan. Zijn eenheid viel vanaf 9 december 1941 de Filipijnen aan.
Op 23 december van datzelfde jaar werd hij overgeplaatst naar Siam om leiding te geven aan de 10e eenheid van de luchtbrigade ter ondersteuning van de aanval van het 15e Leger op Birma (het huidige Myanmar). De eenheid ondernam herhaaldelijk bombardementen op Rangoon. Tegen het einde van februari 1942 had de eenheid een aanzienlijk deel van zijn manschappen verloren.
In 1943 was hij aanvoerder van de 3e Luchtleger van Luchtmacht van het Japans Keizerlijk Leger. Begin 1944 was hij bevelhebber van het 31e Leger, dat samengesteld was uit verschillende bataljons afkomstig uit Mantsjoerije. Het 31e Leger controleerde de Noordelijke Marianen, de Bonin-eilanden, de Marshalleilanden en de Carolinen. Zijn hoofdkwartier vestigde hij op Saipan, een eiland van de Marianen. Hij was op inspectie op Palau toen de Amerikanen op 11 juni 1944 Saipan aanvielen en er vier dagen later landden waardoor hij niet meer in staat was naar zijn hoofdkwartier terug te keren. Vanaf 9 juli was Saipan definitief in handen van de Amerikaanse troepen. Het verlies van Saipan had tot gevolg dat eerste minister Hideki Tojo en zijn kabinet ontslag namen.
Op 15 juni 1944 richtte Obata een nieuw hoofdkwartier op op Guam, ook een eiland van de Marianen. In theorie had hij nog steeds de leiding op Saipan en Tinian, maar in werkelijkheid had hij weinig invloed op de veldslagen die op deze eilanden gevoerd werden. Minder dan een maand later landden de Amerikanen op Guam. Op 28 juli sneuvelde Takeshi Takashina, de leidinggevende commandant op Guam. Obata nam zijn functie over op het moment dat de Japanse troepen vrijwel volledig weggevaagd waren.

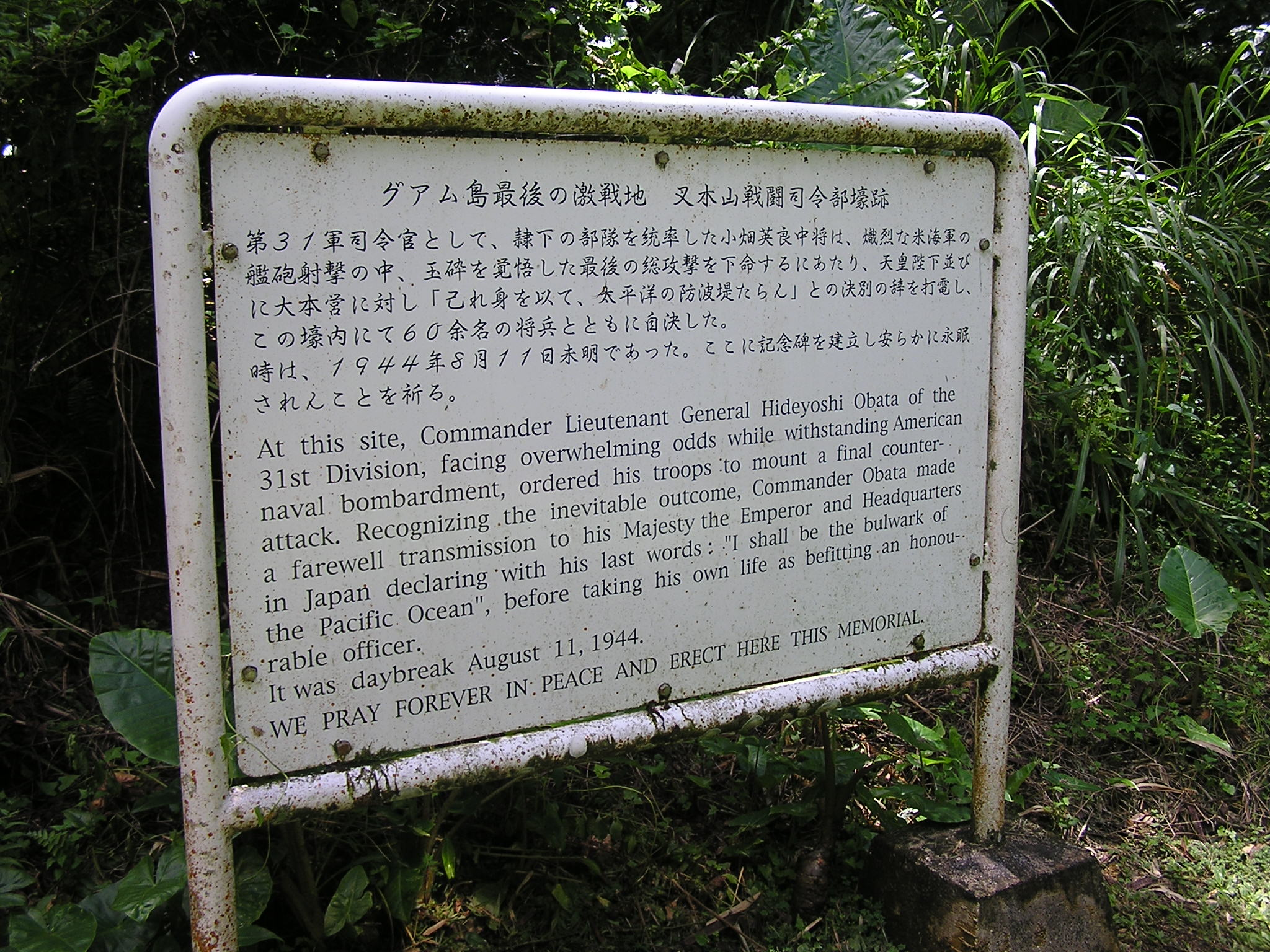
Het memorium voor Obata in Guam

Op 10 augustus 1944 stuurde Obata een laatste bericht naar het hoofdkwartier in Tokio, waarin hij meldde dat de verdediging van Guam hopeloos was. De volgende dag lanceerde hij een laatste aanval tegen de Amerikanen, alvorens seppuku te plegen. Na zijn zelfmoord werd hij gepromoveerd tot generaal.

## Militaire loopbaan
- Tweede luitenant (少尉 shōi), Japanse Keizerlijke Leger: 1911[5]
- Eerste luitenant (中尉 chūi), Japanse Keizerlijke Leger:
- Kapitein (大尉 taii), Japanse Keizerlijke Leger: 1919
- Majoor (少佐 shōsa), Japanse Keizerlijke Leger:
- Luitenant-kolonel (中佐 chūsa), Japanse Keizerlijke Leger: augustus 1934
- Kolonel (大佐 taisa), Japanse Keizerlijke Leger: 2 december 1935
- Generaal-majoor (少将 shōshō), Japanse Keizerlijke Leger: 20 maart 1938
- Luitenant-generaal (中将 chūjō), Japanse Keizerlijke Leger: 2 december 1940[6]
- Generaal (大将 taishō), Japanse Keizerlijke Leger: 30 september 1944 (Postuum)[6]

## Decoraties
- Orde van de Rijzende Zon
- Orde van de Heilige Schatten